# 周叔莲
周叔莲（1929年7月—2018年3月5日），男，江苏溧阳人，中华人民共和国经济学家，中国社会科学院工业经济研究所研究员、学部委员。
周叔莲的《科学、技术、生产力》，原载《光明日报》1977年5月30日，获得第一届 1984年 孙冶方经济科学奖的论文奖。
主编的《中国工业发展战略问题研究》获得第二届1986年孙冶方经济科学奖的著作奖。